# Вудвил (Алабама)
Вудвил (енгл. Woodville) град је у америчкој савезној држави Алабама. По попису становништва из 2010. у њему је живело 746 становника.

## Демографија
Према попису становништва из 2010. у граду је живело 746 становника, што је 15 (2,0%) становника мање него 2000. године.
| Група             | 2000.       | 2010.       |
| Белци             | 731 (96,1%) | 692 (92,8%) |
| Афроамериканци    | 0 (0,0%)    | 4 (0,5%)    |
| Азијати           | 1 (0,1%)    | 2 (0,3%)    |
| Хиспаноамериканци | 7 (0,9%)    | 17 (2,3%)   |
| Укупно            | 761         | 746         |